# Чезаре Прандели
Клаудио Чезаре Прандели (на италиански: Claudio Cesare Prandelli) е италиански треньор по футбол и бивш футболист. Роден е на 19 август 1957 година в Орцинуови, Италия. Понастоящем е старши треньор на националния отбор по футбол на Италия. Бивш състезател на Кремонезе, Аталанта и Ювентус. С последния става три пъти шампион на Италия. Приключва с активната спортна кариера в тима на Аталанта през 1990 г.

## Треньорска кариера
Започва като треньор на юношеските формации в Аталанта. За няколко месеца е наставник и на първия тим, но първата му изява като старши треньор е в тима на Лече за сезон 1997-98. Записва лоши резултати с тима и е уволнен. През 1999 г. поема тима на Верона за два сезона, като с тях успява да ги класира в Серия А, а във втория си сезон завършва на 9-о място в елита. След края на сезона поема Парма, и за два сезона „Пармалатите“ завършват на 5-о място в крайното класиране.
Успехите му са забелязани от големите клубове и през сезон 2004-05 застава начело на Рома, но скоро напуска клуба поради семейни причини.
От сезон 2005-06 води тима на Фиорентина. Завършва сезона на четвърто място, но поради скандала с уредени мачове в Калчото тимът му е лишен от участие в Европейските клубни турнири и започва следващия сезон с минус 15 точки в актива си.
Въпреки това Прандели и Фиорентина завършват на шесто място в елита за сезон 2006-07 и се класират за Купата на УЕФА.
В турнира извежда Фиорентина до полуфинал, където губи от шотландския Глазгоу Рейнджърс с 4:2 след изпълнение на дузпи (в ред. време 0:0).
На 1 юли 2010 г. подписва четиригодишен договор за треньор на националния отбор на Италия, където наследява Марчело Липи след отпадането на Италия от Световното първенство в ЮАР.

## Отличия

### Футболист
Кремонезе
- Серия Ц1 (1) – 1977

Ювентус
- Серия А (3) – 1981, 1982, 1984
- Купа на Италия (1) – 1983
- Шампионска лига (1) – 1985
- КНК (1) – 1984

### Треньор
Италия
- Европейско първенство по футбол (сребро) – 2012
- Бронзово отличие в турнира за Купата на конфедерациите – 2013

Верона
- Серия Б (1) – 1999

### Индивидуални
- Най-добър треньор в Италия за сезон 2005-06